# Pratyusha Banerjee
Pratyusha Banerjee, née le 10 août 1991 et morte le 1er avril 2016, est une actrice de télévision indienne. Elle apparaît dans de nombreuses séries télévisées et émissions de télé-réalité. Actuellement[Quoi ?], elle est encore l'un des visages les plus puissants et populaires de la télévision indienne.[citation nécessaire]
Banerjee se fait connaître grâce à la série télévisée Balika Vadhu. C'est son tout premier rôle principal dans une série télévisée où lui est donné le nom célèbre «Anandi». Elle a participé à la saison 5 de Jhalak Dikhhla Jaa, à Bigg Boss 7 et à Power Couple.[citation nécessaire]

## Carrière
Elle joue le rôle principal dans les séries télévisées indiennes de 2010 Balika Vadhu en tant qu'Anandi adulte, remplaçant Avika Gor. Selon l'actrice, elle a été choisie lors d'un casting, dépassant les concurrents Nivedita Tiwari de Lucknow et Ketaki Chitale de Bombay. Après le succès de la série, Banerjee participe à la saison 5 de Jhalak Dikhhla Jaa.
Selon l'actrice, elle a déclaré qu'elle se sentait mal à l'aise durant les répétitions de danse et finit par quitter l'émission pour ces raisons. Elle est aussi l'une des actrices les plus compétitives de la septième saison de Bigg Boss. Elle apparaît dans Power Couple, accompagnée de son partenaire Rahul Raj Singh. Banerjee joue des rôles importants dans Hum Hain Na, Sasural Simar Ka et Gulmohar Grand.

## Vie privée
Banerjee naît dans la ville de Jamshedpur à Jharkhand, de Shankar et Soma Banerjee. En 2010, elle quitte Jamshedpur pour travailler à Bombay.[citation nécessaire]
Une rumeur raconte qu'elle sort avec le producteur Vikas Gupta en avril 2015. Cependant, en août 2015, il est signalé que Banerjee sort avec l'acteur et producteur Rahul Raj Singh après sa rupture avec l'homme d'affaires Makrand Malhotra,.

## Mort
Le 1er avril 2016 Banerjee est retrouvée pendue dans son appartement à Mumbai, et selon le rapport d'autopsie, la cause de la mort serait un suicide par asphyxie,,,.

## Télévision
| Année(s)  | Émission                           | Rôle                                | Chaîne                        |
| --------- | ---------------------------------- | ----------------------------------- | ----------------------------- |
| 2010–13   | Balika Vadhu                       | Anandi Shivraj Shekhar              | Colors TV                     |
| 2011      | Kitchen Champion 4                 | Participante Anandi                 | Colors TV                     |
| 2012      | Jhalak Dikhhla Jaa 5               | Participante                        | Colors TV                     |
| 2013      | Bigg Boss 7                        | Participante (Éliminée le 63e jour) | Colors TV                     |
| 2014–2015 | Hum Hain Na                        | Sagarika Mishra                     | Sony Entertainment Television |
| 2015      | Itna Karo Na Mujhe Pyaar           | Elle-même/Cameo                     | Sony Entertainment Television |
| 2015      | Gulmohar Grand                     | Parinda Pathak                      | Star Plus                     |
| 2015      | Comedy Classes                     | Balika Sidhu (Rôle comique)         | Life OK                       |
| 2015      | Sasural Simar Ka                   | Mohini                              | Colors                        |
| 2015      | Kumkum Bhagya[citation nécessaire] | Elle-même                           | Zee Tv                        |
| 2015      | Aahat[citation nécessaire]         | Elle-même                           | Sony Entertainment Television |
| 2015      | Power Couple                       | Participante                        | Sony Entertainment Television |